# Gunnar Berndtson

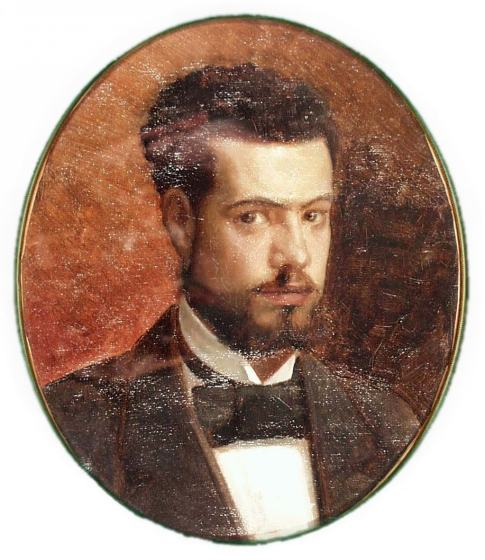
Gunnar Berndtson

Gunnar Fredrik Berndtson (* 24. Oktober 1854 in Helsingfors, heute Helsinki; † 9. April 1895 ebenda) war ein finnischer Maler.

## Leben
Sein Vater war der Journalist und Schriftsteller Fredrik Berndtson (1820–1881), schwedischer Herkunft die Mutter Augusta Kristina, geborene de la Chapelle (1827–1899), deren Vorfahren ebenfalls aus Schweden stammten. Seine Muttersprache war Schwedisch.
1869 begann er seine künstlerischen Studien an der Zeichenschule des Finnischen Kunstvereins und an der Universität, unter anderem bei Erik Johan Löfgren, in Helsingfors und studierte 1872 bis 1875 am Polytechnischen Institut. 1876 beschloss er, endgültig zur Kunst zu wechseln und begab sich nach Paris, wo er sich an der École des Beaux-Arts einschrieb. Bis 1882 studierte er unter anderem bei Jean-Léon Gérôme und Ernest Meissonier und schloss sich einer Künstlergruppe um Albert Edelfelt, Julian Alden Weir und John Singer Sargent an. 1878 beteiligte er sich erstmals an der Ausstellung des Salon mit dem Gemälde Kammermusik, dem weitere folgten. 1882 bis 1883 hielt er sich als Gast des Bergbauingenieurs Alphonse Delort de Gléon (1843–1899) in Ägypten auf und erhielt zahlreiche Porträtaufträge aus dessen französischem Bekanntenkreis. Außerdem lieferte er Illustrationen, unter anderem als Korrespondent des Journals Le Monde illustré.
Er kehrte nach Finnland zurück und heiratete Hedvig Olga Beatrice (Freiin von) Cronstedt (* 1865), hielt sich aber immer wieder auch in Paris auf, wo er bei den Ausstellungen seiner Bilder im Salon weiterhin erfolgreich war. 1889 erhielt er den Finnischen Staatspreis für Porträtmalerei. 1890 bis 1892 lehrte er an der Kunstakademie in Helsingfors, wo unter anderem Magnus Enckell und Ellen Thesleff (1869–1954) seine Schüler waren.
Berndtson starb 1895 nach längerer Krankheit und wurde auf dem Friedhof Hietaniemi in Helsingfors beigesetzt.

## Werke (Auswahl)
Beeinflusst von der Malerei seiner Lehrer, insbesondere Meissoniers, und seines Freundes Albert Edelfelt schuf Berndtson hauptsächlich szenische Kompositionen und Bildnisse. Arbeiten befinden sich unter anderem in den Kunstmuseen von Hämeenlinna (Hämeenlinnan Taidemuseo), Helsinki (Ateneum Taidemuseo), Imatra (Imatran Taidemuseo), Mäntää (Gösta Serlachiuksen Taidesäätiön Museo), Tampere (Tampereen Taidemuseo) und Turku. (Turun Taidemuseo).
- Sitzende Italienerin, 18709 (Kunsthandel 2016)
- Schachspieler, Paris 1872; Abb.: Wennervirta (1934)
- Bewunderte Schönheit (Beundrad skönhet), 1880 (Kunsthandel 2003)
- Kunstkenner im Louvre, Paris um 1880
- Das Lied der Braut (Morsiamen laulu), 66 × 82,5 cm, 1881: (1912) Helsinki, Ateneum; Abb.: Hahm (1933), Tikkanen (1925)
- Die ägyptische Tänzerin Almée (Almée, egyptiläinen tanssijatar), 1883
- Arabische Färberin (Arabialaisia värjäreitä), 1883
- Rast auf dem Weg zum Jahrmarkt, 84 × 117 cm, 1886: (1912) Helsinki, Ateneum; Abb.: Hahm (1933), Wennervirta (1934)
- Bei der Toilette, 27,5 × 20,5 cm, 1889: (1912) Helsinki, Ateneum
- Ein altes Lied (Vanha laulu), Rokokoszene, 1889; Abb.: Wennervirta (1934)
- Familienbildnis von Bonin (von Bonin perhe), 1890; Abb.: Wennervirta (1934)
- Sein Name, 1890
- Sommer (Kesä), 1893; Abb.: Wennervirta (1934)
- Ja - Nein (Atelierszene), 46 × 37,5 cm: (1912) Helsinki, Ateneum
- Mädchenkopf, 18,5 × 14,5 cm: (1912) Helsinki, Ateneum
- Lachsfischfang (Lohenkalastus), 43,8 × 32,5 cm: (1912) Helsinki, Ateneum; Abb.: Wennervirta (1934)
- Erinnerung (Muisto); Abb.: Wennervirta (1934)

Bildnisse:
- Bildnis einer Dame in Schwarz mit rosa Rosen, bez.: G.Berndtson. / Paris 1875
- Bildnis einer jungen Frau im weißen Kleid,
- Selbstbildnis, 1877 (Kunsthandel 2000)
- Bildnis Gösta Philip Armfelt (1830-1880), 1878
- Bildnis des Malers Walter Magnus Runeberg, 1879; Abbildung: Wennervirta 1934
- Bildnis des Dichters Zacharias Topelius, 69 × 55 cm, 1880: Helsinki, Suomen Kansallisgalleria / Helsinki Ateneum
- Bildnis des Malers Albert Edelfelt, 1880
- Bildnis der Malerin Antonia Bonjean, 1881 (Kunsthandel 2000)
- Bildnis Aina Lille, 1883
- Selbstbildnis, Miniatur, Durchmesser 11,2 cm, 1884: Helsinki, Ateneum
- Bildnis des Zahnarztes Professor Matti Äyräpää (1852-1928), 1889
- Bildnis Eva Aminoffin Muotokuva, um 1895
- Bildnis des Malers Eero Järnefelt, 42 × 36 cm: Helsinki, Ateneum (Katalog-Abb. 1958)
- Hedwig Cronstedt als Verlobte
- Bildnis Paul Sinebrychoff (1799-1883): Kunsthandel (Bukowskis, Helsinki) 2002